# Gloria (Umberto Tozzi)
"Gloria"  is een nummer van de Italiaanse zanger Umberto Tozzi, dat in juni 1979 in Europa, Australië, Nieuw-Zeeland en Zuid-Afrika op 7 en 12 inch maxi vinylsingle werd uitgebracht. Hij schreef en componeerde het Italiaanse nummer samen met Giancarlo Bigazzi. In 2001 werd het nummer als remixversie op cd-single uitgebracht.

## Achtergrond
De plaat werd een hit in een aantal landen in Europa,in Zuid-Afrika en Australië en stond vier weken op de nummer 1-positie van de Zwitserse hitparade. Ook in Spanje werd de plaat, in een Spaanstalige versie, een nummer één hit. In Tozzi's thuisland Italië werd de 2e positie behaald. Ook in West-Duitsland en Oostenrijk werd het een hit. Het leverde Tozzi in Zwitserland een platina plaat op en in Italië en Spanje een gouden plaat.
In Nederland was de plaat op vrijdag 3 augustus 1979 Veronica Alarmschijf op Hilversum 3 en werd een radiohit in de destijds drie landelijke hitlijsten op de nationale publieke popzender. De plaat bereikte de 21e positie in de Nederlandse Top 40, de 29e positie in de Nationale Hitparade en de 23e positie in de TROS Top 50. In de Europese hitlijst op Hilversum 3, de TROS Europarade, werd de 3e positie behaald.
In België bereikte de plaat de 5e positie in de voorloper van de Vlaamse Ultratop 50 en de 3e positie in de Vlaamse Radio 2 Top 30. In Wallonië werd géén notering behaald.

### Versie Jonathan King
De  Britse zanger Jonathan King vertaalde het nummer naar het Engels en had er in het najaar van 1979 uitsluitend een zeer bescheiden hit (de 65e positie in de UK Singles Chart) mee.

### Versie Laura Branigan
Meer succes met een vertaling in het Engels had de Amerikaanse zangeres Laura Branigan in de op 31 mei 1982 uitgebrachte versie, afkomstig van het album Branigan, eveneens uit 1982. Haar versie bereikte in Branigans thuisland de VS de nummer 2-positie in de Billboard Hot 100 en stond 36 weken onafgebroken in deze hitlijst, wat een vrouwelijke artiest nog niet eerder had bereikt. Het succes leverde een platina plaat en een Grammy Award-nominatie voor 'Best Pop Vocal Performance Female' op. In Australië en Canada bereikte de plaat de nummer 1-positie. Het succes van het nummer kwam mede omdat de plaat voorkomt in de film Flashdance uit 1983. 
In Nederland behaalde de versie van Branigan géén notering in de destijds drie landelijke hitlijsten (Nederlandse Top 40, Nationale Hitparade en de TROS Top 50) op de nationale publieke popzender Hilversum 3.
In België bereikte deze versie de 32e positie in de voorloper van de Vlaamse Ultratop 50. In zowel de Vlaamse Radio 2 Top 30 als de Waalse hitlijst werd géén notering behaald.

## NPO Radio 2 Top 2000
Gloria stond alleen in 1999 in de NPO Radio 2 Top 2000, op plek 1605.